# Ordre de bataille de Carnifex Ferry
Les unités et commandants suivants de l'armée de l'Union et de l'armée confédérée ont combattu lors de la bataille de Carnifex Ferry de la guerre de Sécession le 10 septembre 1861, dans le comté de Nicholas, en Virginie (maintenant Virginie-Occidentale).

## Abréviations utilisées

### Grade militaire
- MG = Major général
- BG = Brigadier général
- Col = Colonel
- Ltc = Lieutenant-colonel
- Maj = Commandant
- Cpt = Capitaine
- Lt = Lieutenant

### Autre
- (b) = blessé
- mb = mortellement blessé
- † = tué
- (PDG) = capturé

## Forces de l'Union

### Armée de Virginie-Occidentale
BG William S. Rosecrans
| Brigade                                                   | Unité |
| --------------------------------------------------------- | --- |
| Première brigade BG Henry Washington Benham               | - 10th Ohio : Col William Haines Lytle (b), Ltc Herman J. Korff - 12th Ohio : Col John W. Lowe (†), Ltc Carr B. Blanc - 13th Ohio : Col William Sooy Smith - 1st Ohio Battery : Cpt James Ross McMullen - Batterie provisoire de Schneider (2 canons rayés) : Cpt William Schneider |
| Deuxième brigade de Col Robert Latimer McCook             | - 9th Ohio : Col Charles Sondershoff - 28th Ohio : Col Augustus Moor - 47th Ohio : Col Frederick Poschner - Chicago Dragons : Cpt Fred Schambeck |
| Troisième brigade Col Eliakim Parker Scammon (en réserve} | - 23rd Ohio : Maj Rutherford B. Hayes - 30th Ohio : Col Hugh B. Ewing - Batterie de Mack (New York) |

## Forces confédérées
BG John Buchanan Floyd
- Régiment de McCausland - 36th Virginia Infantry[5](p889)
- Régiment de Tompkins
- Régiment de Wharton
- Cavalerie de Beckett
- Cavalerie de Corn
- Artillerie volontaire de l'État : Cpt. John H. Guy